# Питоме Лозе
Питоме Лозе је насеље у општини Даниловград у Црној Гори. Према попису из 2003. било је 415 становника (према попису из 1991. било је 233 становника).

## Демографија
У насељу Питоме Лозе живи 305 пунолетних становника, а просечна старост становништва износи 34,9 година (33,4 код мушкараца и 36,5 код жена). У насељу има 111 домаћинстава, а просечан број чланова по домаћинству је 3,69.
Становништво у овом насељу веома је хетерогено, а у последња три пописа, примећен је пораст у броју становника.
|  |

| Демографија | Демографија | Демографија |
| Година      | Становника  | Становника  |
| ----------- | ----------- | ----------- |
|             |             |             |
|             |             |             |
|             |             |             |
|             |             |             |
| 1948.       | 146         |             |
| 1953.       | 88          |             |
| 1961.       | 152         |             |
| 1971.       | 46          |             |
| 1981.       | 87          |             |
| 1991.       | 233         | 233         |
| 2003.       | 415         | 415         |
|             |             |             |
|             |             |             |

| Етнички састав према попису из 2003.‍ | Етнички састав према попису из 2003.‍ | Етнички састав према попису из 2003.‍ | Етнички састав према попису из 2003.‍ | Етнички састав према попису из 2003.‍ |
| ------------------------------------ | ------------------------------------ | ------------------------------------ | ------------------------------------ | ------------------------------------ |
|                                      |                                      |                                      |                                      |                                      |
| Црногорци                            | Црногорци                            |                                      | 260                                  | 62,65%                               |
| Срби                                 | Срби                                 |                                      | 147                                  | 35,42%                               |
| Хрвати                               | Хрвати                               |                                      | 1                                    | 0,24%                                |
| непознато                            | непознато                            |                                      | 0                                    | 0,0%                                 |

| \| \| м \| \| \| ж \| \| ? \| 1 \| \| \| 0 \| \| 80+ \| 3 \| \| \| 4 \| \| 75—79 \| 5 \| \| \| 7 \| \| 70—74 \| 5 \| \| \| 6 \| \| 65—69 \| 11 \| \| \| 10 \| \| 60—64 \| 3 \| \| \| 5 \| \| 55—59 \| 10 \| \| \| 8 \| \| 50—54 \| 17 \| \| \| 18 \| \| 45—49 \| 14 \| \| \| 14 \| \| 40—44 \| 14 \| \| \| 13 \| \| 35—39 \| 13 \| \| \| 13 \| \| 30—34 \| 12 \| \| \| 19 \| \| 25—29 \| 15 \| \| \| 11 \| \| 20—24 \| 15 \| \| \| 22 \| \| 15—19 \| 20 \| \| \| 19 \| \| 10—14 \| 19 \| \| \| 15 \| \| 5—9 \| 14 \| \| \| 9 \| \| 0—4 \| 21 \| \| \| 10 \| \| Просек : \| 19 \| \| \| 4 \| |    |  |  |    |
| |    |  |  |    |
| | м  |  |  | ж  |
| ? | 1  |  |  | 0  |
| 80+ | 3  |  |  | 4  |
| 75—79 | 5  |  |  | 7  |
| 70—74 | 5  |  |  | 6  |
| 65—69 | 11 |  |  | 10 |
| 60—64 | 3  |  |  | 5  |
| 55—59 | 10 |  |  | 8  |
| 50—54 | 17 |  |  | 18 |
| 45—49 | 14 |  |  | 14 |
| 40—44 | 14 |  |  | 13 |
| 35—39 | 13 |  |  | 13 |
| 30—34 | 12 |  |  | 19 |
| 25—29 | 15 |  |  | 11 |
| 20—24 | 15 |  |  | 22 |
| 15—19 | 20 |  |  | 19 |
| 10—14 | 19 |  |  | 15 |
| 5—9 | 14 |  |  | 9  |
| 0—4 | 21 |  |  | 10 |
| Просек : | 19 |  |  | 4  |

| Број домаћинстава према пописима из периода 1948—2003. | Број домаћинстава према пописима из периода 1948—2003. | Број домаћинстава према пописима из периода 1948—2003. | Број домаћинстава према пописима из периода 1948—2003. | Број домаћинстава према пописима из периода 1948—2003. | Број домаћинстава према пописима из периода 1948—2003. | Број домаћинстава према пописима из периода 1948—2003. | Број домаћинстава према пописима из периода 1948—2003. |
| Година пописа                                          | 1948.                                                  | 1953.                                                  | 1961.                                                  | 1971.                                                  | 1981.                                                  | 1991.                                                  | 2003.                                                  |
| ------------------------------------------------------ | ------------------------------------------------------ | ------------------------------------------------------ | ------------------------------------------------------ | ------------------------------------------------------ | ------------------------------------------------------ | ------------------------------------------------------ | ------------------------------------------------------ |
| Број домаћинстава                                      | 34                                                     | 26                                                     | 38                                                     | 15                                                     | 32                                                     | 70                                                     | 111                                                    |

| Број домаћинстава по броју чланова према попису из 2003. | Број домаћинстава по броју чланова према попису из 2003. | Број домаћинстава по броју чланова према попису из 2003. | Број домаћинстава по броју чланова према попису из 2003. | Број домаћинстава по броју чланова према попису из 2003. | Број домаћинстава по броју чланова према попису из 2003. | Број домаћинстава по броју чланова према попису из 2003. | Број домаћинстава по броју чланова према попису из 2003. | Број домаћинстава по броју чланова према попису из 2003. | Број домаћинстава по броју чланова према попису из 2003. | Број домаћинстава по броју чланова према попису из 2003. | Број домаћинстава по броју чланова према попису из 2003. |
| Број чланова                                             | 1                                                        | 2                                                        | 3                                                        | 4                                                        | 5                                                        | 6                                                        | 7                                                        | 8                                                        | 9                                                        | 10 и више                                                | Просек                                                   |
| -------------------------------------------------------- | -------------------------------------------------------- | -------------------------------------------------------- | -------------------------------------------------------- | -------------------------------------------------------- | -------------------------------------------------------- | -------------------------------------------------------- | -------------------------------------------------------- | -------------------------------------------------------- | -------------------------------------------------------- | -------------------------------------------------------- | -------------------------------------------------------- |
| Број домаћинстава                                        | 111                                                      | 13                                                       | 20                                                       | 21                                                       | 21                                                       | 16                                                       | 13                                                       | 4                                                        | 3                                                        | 0                                                        | 0                                                        |

| Пол    | Укупно | Неожењен/Неудата | Ожењен/Удата | Удовац/Удовица | Разведен/Разведена | Непознато |
| ------ | ------ | ---------------- | ------------ | -------------- | ------------------ | --------- |
| Мушки  | 158    | 60               | 92           | 3              | 3                  | 0         |
| Женски | 169    | 51               | 89           | 21             | 7                  | 1         |
| УКУПНО | 327    | 111              | 181          | 24             | 10                 | 1         |

| Пол    | Укупно                    | Пољопривреда, лов и шумарство | Рибарство                            | Вађење руде и камена | Прерађивачка индустрија       |
| ------ | ------------------------- | ----------------------------- | ------------------------------------ | -------------------- | ----------------------------- |
| Мушки  | 61                        | 7                             | 0                                    | 0                    | 5                             |
| Женски | 39                        | 4                             | 0                                    | 0                    | 3                             |
| Укупно | 100                       | 11                            | 0                                    | 0                    | 8                             |
|        |                           |                               |                                      |                      |                               |
| Пол    | Производња и снабдевање   | Грађевинарство                | Трговина                             | Хотели и ресторани   | Саобраћај, складиштење и везе |
| Мушки  | 2                         | 4                             | 3                                    | 0                    | 11                            |
| Женски | 2                         | 0                             | 8                                    | 1                    | 2                             |
| Укупно | 4                         | 4                             | 11                                   | 1                    | 13                            |
|        |                           |                               |                                      |                      |                               |
| Пол    | Финансијско посредовање   | Некретнине                    | Државна управа и одбрана             | Образовање           | Здравствени и социјални рад   |
| Мушки  | 0                         | 0                             | 14                                   | 0                    | 2                             |
| Женски | 0                         | 1                             | 8                                    | 5                    | 3                             |
| Укупно | 0                         | 1                             | 22                                   | 5                    | 5                             |
|        |                           |                               |                                      |                      |                               |
| Пол    | Остале услужне активности | Приватна домаћинства          | Екстериторијалне организације и тела | Непознато            | Непознато                     |
| Мушки  | 6                         | 0                             | 0                                    | 7                    | 7                             |
| Женски | 0                         | 0                             | 0                                    | 2                    | 2                             |
| Укупно | 6                         | 0                             | 0                                    | 9                    | 9                             |